# Hans Rizzi
Hans Rizzi (* 3. Jänner 1880 in Villach, Kärnten; † 16. November 1968 in Wien) war österreichischer Volkswirt sowie Beamter.

## Leben
Der gebürtige Villacher Hans Rizzi wandte sich nach der Matura den Studien der Rechtswissenschaften, Staatswissenschaften und Philosophie an den Universitäten Wien, München und Heidelberg zu. 1904 erfolgte an der Universität Wien seine Promotion zum Dr. iur.
Hans Rizzi trat in der Folge in die k.k. Statistische Zentralkommission ein. 1906 wurde ihm die Leitung des Statistischen Landesamtes für Niederösterreich übertragen. Während des Ersten Weltkriegs war Hans Rizzi in der Ernährungsverwaltung eingesetzt, 1919 wechselte er in das deutschösterreichische Staatsamt für Finanzen. Dem diesem 1920 folgenden Bundesministerium für Finanzen gehörte er bis 1938 an, zusätzlich fungierte er von 1923 bis 1938 als Staatskommissär der Oesterreichischen Nationalbank. 1940 wurde er als Sektionschef vom NS-Regime pensioniert.
Am 4. Mai 1945 wurde der parteilose Dr. Hans Rizzi zum Unterstaatssekretär im Staatsamt für Finanzen in der provisorischen Regierung Renner ernannt, die am 20. Dezember 1945 demissionierte. Im gleichen Jahr wurde er in der Nachfolge des von der Regierung als öffentlicher Verwalter der Nationalbank eingesetzten Eugen Kaniak als Präsident der Oesterreichischen Nationalbank bestellt und blieb dies bis zu seiner Verabschiedung in den Ruhestand 1952. Er wurde am Neustifter Friedhof bestattet.